# Xestia infimatis
Xestia infimatis là một loài bướm đêm trong họ Noctuidae.